# Guus Schilling

Guus Schilling (1904)

Gustav „Guus“ Schilling (* 8. Februar 1876 in Amsterdam; † 16. Januar 1951 ebenda) war ein niederländischer Bahnradsportler und Radsporttrainer.
Sein erstes Rennen gewann Guus Schilling als Junior 1895 auf einer Radrennbahn hinter dem Amsterdamer Rijksmuseum; der Preis war eine goldene Uhr. Er wurde einer der erfolgreichsten Bahnradsportler der Niederlande um die Wende vom 19. zum 20. Jahrhundert. Schilling war von 1898 bis 1916 Profi, wurde in dieser Zeit dreimal Niederländischer Meister im Sprint und belegte mehrfach Podiumsplätze. Bei den UCI-Bahn-Weltmeisterschaften 1901 wurde er Dritter im Sprint. 1906 siegte er im Grand Prix d’Angers.
Zweimal startete Schilling auch bei Sechstagerennen, 1911 belegte er in Berlin gemeinsam mit Maurice Brocco den dritten Platz. 1912 siegte er im Großen Fliegerpreis von Forst.
Nach Beendigung seiner aktiven Radsportkarriere wurde Guus Schilling ein erfolgreicher Trainer; zu seinen Schützlingen gehörten die Sprint-Weltmeister Jan Derksen und Arie van Vliet. Vom Nederlands Olympisch Comité wurde er mit dem Olympic Coach Award ausgezeichnet.